# Krašić
Krašić  è un comune della Croazia di 3 199 abitanti della Regione di Zagabria.

## Collegamenti esterni

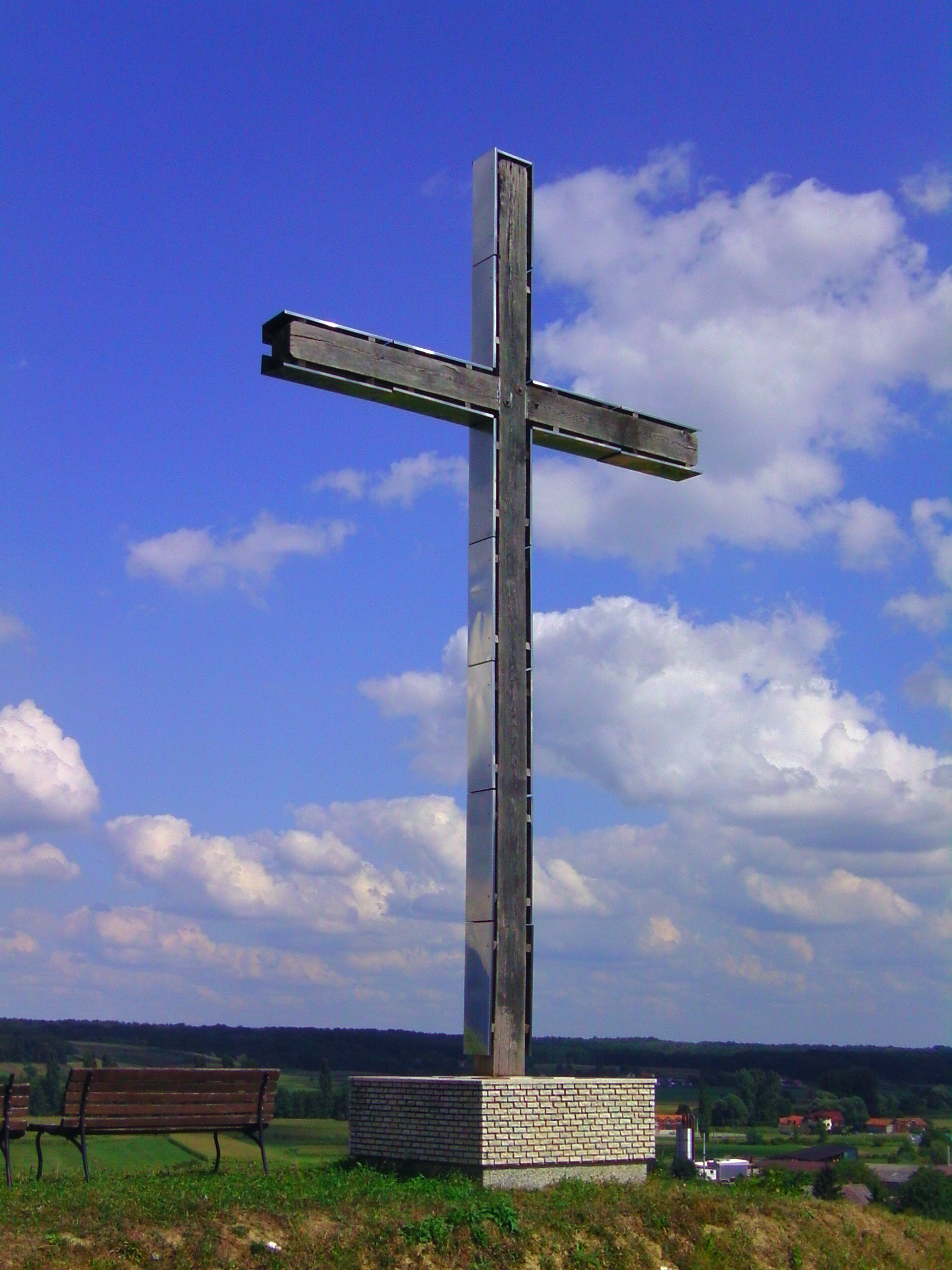
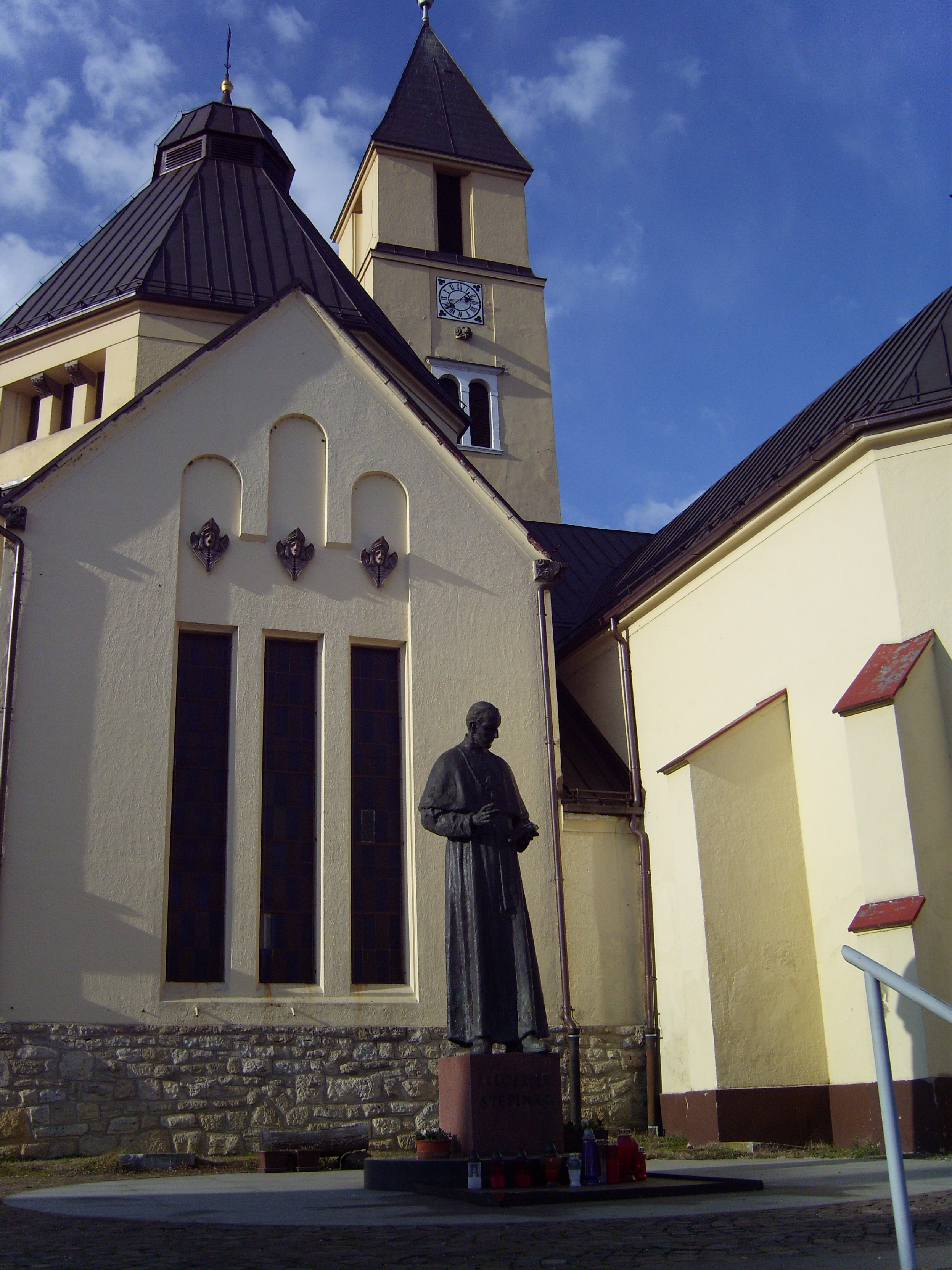